# Amathia
Amathia är ett släkte av mossdjur. Amathia ingår i familjen Vesiculariidae.
Släktet Amathia indelas i:
- Amathia acervata
- Amathia aegyptiana
- Amathia alternata
- Amathia biseriata
- Amathia brasiliensis
- Amathia brongniartii
- Amathia connexa
- Amathia convoluta
- Amathia cornuta
- Amathia crispa
- Amathia delicatula
- Amathia distans
- Amathia guernseii
- Amathia intermedis
- Amathia lamourouxi
- Amathia lendigera
- Amathia minoricensis
- Amathia obliqua
- Amathia pinnata
- Amathia plumosa
- Amathia populea
- Amathia pruvoti
- Amathia rudis
- Amathia scoparia
- Amathia semiconvoluta
- Amathia semispiralis
- Amathia tortuosa
- Amathia tricornis
- Amathia unilateralis
- Amathia vermetiformis
- Amathia vidovici
- Amathia wilsoni
- Amathia woodsii

## Bildgalleri

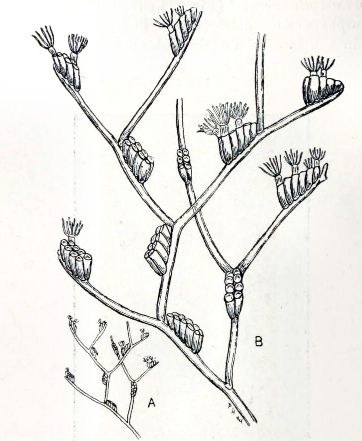